# Barret Puig
Barrett Puig Lanza (Montevideo, 30 de septiembre de 1933 - Montevideo, 30 de junio de 2007) fue un periodista, presentador de televisión, profesor de medios informativos y crítico musical uruguayo. Destaca por sus amplias contribuciones a periódicos nacionales y extranjeros -entre ellos, el diario argentino La Nación-, y por su participación y colaboración en el ámbito periodístico audiovisual. Puig nació en Montevideo, en el seno de una familia de origen catalán. 

## Carrera
Su nombre se debió a la admiración de su padre por el escritor español Rafael Barrett. Inició su trayectoria como locutor en las montevideanas Radio Centenario, Radio Oriental y Radio Sur, y más tarde lo haría en Radio Carve. Asimismo, a partir de 1956, formó parte del equipo de redacción de El Día. Hacia 1974 se adentraría al mundo de la música, desempeñando el papel de crítico en esta disciplina para el semanario Búsqueda.
Su primera aparición en televisión tuvo lugar en 1961 con su debut en Saeta TV Canal 10 de Montevideo, donde condujo una gran variedad de programas e integró el plantel informativo del noticiero Subrayado, junto a Omar Defeo, entre otros. En 1985 sería convocado para ejercer la corresponsalía en el periódico argentino La Nación, cargo que ocupó durante casi 15 años. Por otro lado, también se dedicó a la docencia en el área del periodismo y los medios informativos en la UCUDAL (Universidad Católica del Uruguay Dámaso Antonio Larrañaga).
Falleció el 30 de junio de 2007, a los 73 años de edad, como consecuencia de un derrame cerebral.